# ليتيرموفير
ليتيرموفير (Letermovir)، الذي يُباع تحت الإسم التجاري بريفيميس( Prevymis)، هو دواء مضاد للفيروسات يستخدم لمنع إعادة تنشيط الفيروس المضخم للخلايا (CMV) بعد عملية زرع الخلايا الجذعية الخيفية.  تحديدا لدى الأشخاص إيجابي المصل للفيروس المذكور.  و يعطى عن طريق الفم أو الحقن في الوريد. 
تشمل الآثار الجانبية الشائعة لهذا العقار على ما يلي: الغثيان و الإسهال و القيء.  إضافة إلى ذلك، قد تشمل الآثار الجانبية الأخرى التورم و السعال و الصداع و التعب أيضا.  إنه مثبط لمجمع نهاية الحمض النووي للفيروس المضخم للخلايا. 
تمت الموافقة على ليتيرموفير للاستخدام الطبي في الولايات المتحدة في عام 2017 و في أوروبا في عام 2018.   في المملكة المتحدة، يكلف الخدمة الصحية الوطنية حوالي 7500 جنيه إسترليني لمدة 4 أسابيع اعتبارًا من عام 2021.  و يكلف هذا المقدار في الولايات المتحدة إلى حوالي 6200 دولار أمريكي. 